# Nadine Neumann
Nadine Neumann (Sydney, 3 dicembre 1975) è un'ex nuotatrice australiana.
Specializzata nella rana, ha partecipato alle Olimpiadi di Atlanta 1996.

## Palmarès
- Giochi PanPacifici

Fukuoka 1997: bronzo nella 4x100m sl e nella 4x200m sl.
- Universiadi

Fukuoka 1995: argento nei 200m rana e bronzo nei 100m rana.